# Helnan Marselis Hotel
Hotel Marselis, formelt Helnan Marselis Hotel, er et hotel beliggende på Strandvejen i den sydlige ende af Aarhus. Hotellet drives af Helnan-koncernen.
Hotellet er tegnet af arkitekterne Friis og Moltke og indviet i 1967.
Hotellet ligger ved Marselisborgskovene med udsigt over Aarhus Bugt. I nærheden af hotellet ligger den Kongelige families sommerresidens, Marselisborg Slot.